# Phytoecia bodemeyeri
Phytoecia bodemeyeri là một loài bọ cánh cứng trong họ Cerambycidae.